# Dhôtel nuancé d'abricot
Dhôtel nuancé d'abricot est un tableau peint par Jean Dubuffet en 1947. Cette huile sur toile est un portrait d'André Dhôtel. Elle est conservée au musée national d'Art moderne, à Paris.